# Jeremiah Coffey
Jeremiah Joseph Coffey (* 1. Januar 1933 in Cork, Irland; † 19. November 2014 in Bairnsdale, Australien) war Bischof von Sale.

## Leben
Jeremiah Coffey studierte Philosophie und Theologie und empfing am 22. Juni 1958 in Cork die Priesterweihe durch den Erzbischof von Saint John’s, Neufundland, Patrick James Skinner CIM. Er ging 1958 als Missionsgeistlicher nach Australien und war im Bistum Sale tätig.
Papst Johannes Paul II. ernannte ihn am 8. April 1989 zum Bischof von Sale. Der Erzbischof von Melbourne, Thomas Francis Little, spendete ihm am 30. Juni desselben Jahres die Bischofsweihe; Mitkonsekratoren waren Joseph Eric D’Arcy, Erzbischof von Hobart, und David Cremin, Weihbischof in Sydney.
Am 2. Januar 2008 nahm Papst Benedikt XVI. seinen altersbedingten Rücktritt an.